# Омаядски халифат
Омаядският халифат е феодална държава, халифат, съществувал от 661 до 750 година. Управляващата династия са Омаядите, а столицата е в Дамаск. Държавен глава е халифът и в неговите ръце е концентрирана религиозната и светската власт, която се предава по наследство. Официалният език е арабски. Паричната единица е златен динар и сребърен дирхам .
Омаядският халифат продължава агресивната политика на Праведния халифат и завладява Северна Африка, южната част на Иберийския полуостров, Централна Азия, Синд, Табаристан и Джурджан . При тяхното управление халифатът достига най-голямото териториално разширение в историята си през периода 720 – 750 г. След бунт властта е завзета от Абасидите (750 – 1258), а оцелелите Омаяди се отправят на запад през Африка, довършват завоюването Иберийския полуостров и основават Кордобския емират.

## Предистория
Омаядите са сунити, произхождащи от арабското племе курейши от Мека. С възкачването на курейша Усман ибн Афан като трети халиф (Предводител на правоверните), родствените му омаяди получават достъп до важни постове, което среща недоволството на хашемитите. През 639 г. омаядският първенец и защитник на Мека Муавия ибн Суфян става управител на бившата римска провинция Сирия Палестина, а след смъртта на Абу Убайда и на Сирия. През този период халифатът вече е покорил Сасанидското царство и обект на арабската военно-политическа експанзия става Византийската империя. Енергичният Муавия показва особено усърдие в тази насока и изгражда опитна армия по римски образец от сирийски християни. През 655 г. управителят на Сирия взема дейно участие в подготовката и победата на арабския флот в Битката на Мачтите, която отваря Средиземноморието за исляма.
На 20 юни 656 халиф Усман е убит и за негов наследник е обявен имам Али. Изборът е оспорен от Муавия и избухва първата мюсюлманска гражданска война между шиити и сунити, т.нар. Фитна. Въпреки успехите на Али на бойното поле омаядът ловко подвежда чрез съдебен арбитраж четвъртия халиф да отстъпи от военно решение, с което основоположника на шиизма губи подкрепата на много от емирите си. Изоставилите Али са наречени хариджити и на 26 януари 661 един от тях – Абд ал-Рахман, убива имам Али в Куфа. Това окончателно отваря пътя на Муавия към халифата и той установява столицата на Омаядската теокрация в сирийското си седалище Дамаск.

## Управление
Върховният собственик на всички земи на халифата е държавата, която управлява поземления фонд на завоюваните територии, както и на конфискуваните или преминали в нейна собственост след смъртта на собственика. Държавата облага с данък земя собствениците на земя (ушр и харадж) .
За централизиране на държавата са възстановени пощенските услуги, създадени са централна хазна и държавен архив (Ал-Хатим диван). Масовото приемане на исляма от страна на завладените народи и процесът на концентриране на земите на местното немюсюлманско население в ръцете на мюсюлманите води до рязко намаляване на държавните приходи. През 700 г. губернаторът на Ирак, Хаджадж ибн Юсуф (694 – 714), обнародва закон, според който новопокръстените мюсюлмани не се освобождават от заплащане на джизие, а прехвърлянето на земята им не ги освобождава от заплащането на харадж. Тази разпоредба е премахната от халиф Умар ибн Абдулазиз през 718 – 719. Наследниците на халифа Умар възстановяват политиката на неговите предшественици, което предизвика нова вълна от анти-умаядски вълнения. В резултат на въстание, ръководено от Абу Муслим, властта преминава към Абасидите .
Едно от най-важните събития по време на управлението на Муавия I е записването на Корана във вида, познат и днес. Дотогава светото писание на мюсюлманите се предава предимно устно. Писари, които са записвали думите на Мохамед, са били рядкост и са използвали най-различни видове носители – палмови листа, кости, пергамент, папирус. Докато е бил жив, халиф Омар събирал тези записки, а след смъртта му те биват съхранявани от дъщеря му Хафса.  През управлението на халиф Усман между арабски и неарабски мюсюлмани има напрежение, тъй като двата народа се обвиняват един друг в неверие. Проблемът е в големите различия във версиите на Корана, който те притежават. Като допълнение към това след смъртта на Хафса записките, съхранявани при нея, са иззети и унищожени. Последвалото недоволство е отбелязано с бунт в края на 655 г., по време на поклонническия сезон в Мека. Ултиматум изисква свалянето на управителя на Сирия Муавия. Привидно той се съгласява и пише писмо, с което се отказва от властта. Когато делегатите си тръгват, пише друго писмо, в което заповядва бунтовниците да бъдат избити. Като халиф унифицирането на Корана е първа задача за Муавия.

### Дамаски халифи
Омаядски халифи в Дамаск
- 661 – 680 Муавия I ибн Абу Суфиян
- 680 – 683 Язид I ибн Муавия
- 683 – 684 Муавия II ибн Язид
- 684 – 685 Маруан I ибн ал-Хакам
- 685 – 705 Абдул-Малик ибн Марван
- 705 – 715 Ал-Уалид I ибн Абдул-Малик
- 715 – 717 Сюлейман ибн Абдул-Малик
- 717 – 720 Умар ибн Абдул-Азиз
- 720 – 724 Язид II ибн Абдул-Малик
- 724 – 743 Хишам ибн Абдул-Малик
- 743 – 744 Ал-Уалид II ибн Язид
- 744 Язид III ибн ал-Уалид
- 744 Ибрахим ибн ал-Уалид
- 744 – 750 Маруан II ибн Мохамед

### Вътрешна и външна политика
Способностите на Муавия правят представителите на рода му Предводители на правоверните за близо век. Преките му наследници Язид и Муавия II консолидират вътрешната си власт с политика на мирно съжителство с християнското население на халифата, един от които е Йоан Дамаскин. Едновременно с това е продължена арабската експанзия за сметка предимно на Византийската империя, като са завладени Родос и Крит, основан е Кайруан, а Константинопол е подложен на първата от серия обсади. Неуспехът на обсадата предизвиква християнско въстание на мардаитите срещу арабската власт в Киликия. Сключеният мир с Византия позволява овладяването на Кабул, Бухара и Самарканд. Смъртта на Муавия I през 680 г. е последвана от нова гражданска война – Втора Фитна за Халифата. Омаядските войски обсаждат въстаналата Мека, при което в пожар е тежко повреден храмът Кааба. При Кербала омаядите-сунити побеждават алианите-шиити в особено кървава и паметна битка. Тези две светотатства са повод Омаядската династия да е често заклеймявана от мюсюлманските теолози и историци.
Халифатът преминава в младши клон на Омаядите, този на Марванидите, които завоюват Египет от Византия. Абдул-Малик ибн Маруан и четирите му наследили го сина възстановяват контрола над Армения, налагат арабския език като официален в Халифата, секат монети и строят места за поклонение, сред които Омаядската джамия, Джамията на Пророка и Купола на Скалата. През 717 г. пълководците на Сюлейман ибн Абдул-Малик са победени от българския кан Тервел пред стените на Константинопол. Това пренасочва арабското внимание към Западното Средиземноморие и през този период Халифатът приключва с Визиготското кралство и завоюва Пиренейския полуостров. През този период Омаядите проникват в Трансоксиана и Индия. Въпреки че арабите-мюсюлмани се ползват с привелигирован статус в сравнение с другите мюсюлмани, Умар ибн Абдул-Азиз е запомнен като уважаван и готов на компромис халиф. Той обръща внимание на проблема, породен от верската толерантност в халифата – религиозните ритуали на евреи, християни, зороастрияни се практикуват, но са обложени със сериозен данък, което е важен приход за хазната на халифа. Обръщането на немюсюлмани към исляма става доста популярно сред персийците, но нерядко е възпрепятствано с този финансов довод, и това се възприема като дискриминация.
Управлението на Хишам ибн Абдул-Малик бележи последния епизод на Омаядския халифат в Сирия. През този период арабската ислямска империя стига крайните си граници, след като експанзията ѝ е спряна от ромеите при Акронион, меровингите при Поатие, хазарите при Ардабил и берберското въстание в Северна Африка. Централната сила на халифа отслабва и в края на омаядския период избухва Третата Фитна, по време на която се сменят четирима халифи.

### Въстание на Абасидите
Отслабената централна власт на Омаядите събужда старите им врагове – хашемити, шиити и персийски мюсюлмани. След декрета от 741, забраняващ на немюсюлмани да заемат държавни постове към противниците на Омаядите се добавят още представители. Те се обединяват под разветия от наследниците на Абас черен флаг на Праведния халифат – сунити и шиити срещу хегемонията на Бану Умая. Абасидската революция преминава през няколко фази в Хорезъм и Месопотамия, дн. Иран и Ирак, които са белязани с неминуемото отстъпление на Омаядите, решително победени при река Заб. Те губят столицата си Дамаск сравнително рано, а към края на конфликта осемдесет от тях са подмамени, пленени и екзекутирани в Яфо. Абасидите разрушават гробниците на всички омаядски халифи, освен тази на Умар ибн Абдул-Азиз.
Последните Омаяди, начело с Абд ал-Рахман достигат до Ал-Андалус, където основават Кордовския емират и оттам заявяват претенциите си за полагащата им се по наследство халифска титла.

## Галерия
- Омаядската джамия
- Омаядската порта на Националния музей в Дамаск
- Арабско изобразително изкуство от Омаядския период